# 다카조역
다카조역(일본어: 高城駅)은 일본 오이타현 오이타시에 있는 규슈 여객철도 닛포 본선의 역이다.

## 역 구조 및 승강장
섬식 승강장 1면 2선의 설비를 가지는 지상역. 승강장의 가장자리에 역사가 존재한다고 한 드문 구조이다. 역사를 나오면 과선교로 외부에 나간다. 역 서점은 2002년 한일 월드컵의 개최와 아울러서 개축되었다. 역사 상의 오브제와 사커볼을 이미지했다. 역 서점은 다목적 화장실(휠체어 대응)이 설치되어 있다. 교환 가능역이며, 승강장은 6량까지의 대응이지만, 화물열차는 12량 편성까지 길이 엇갈려 이용하고 있다. 통과열차의 제한 속도는 최고 100 km/h이다.
분테쓰 개발이 역 업무를 행하는 업무위탁역으로, 마르스는 없지만 POS 단말기가 설치되어 있다.
| 1 | ■ 닛포 본선 | (하행) | 쓰루사키 · 사이키 방면 |
| 2 | ■ 닛포 본선 | (상행) | 오이타 · 벳푸 방면     |

- 구내에는 보선 차량의 차고가 있다.
- 옛날은 일본국유철도 ED74형 전기 기관차, 일본국유철도 ED76형 전기 기관차의 폐차유치로 측선이 사용되었다.

## 이용 현황
- 2009년도의 1일 평균 승차 인원은 1,435명이다(전년도 비 - 34명).

| 승차 인원 추이 | 승차 인원 추이 |
| 연도           | 1일 평균 인수  |
| -------------- | -------------- |
| 2000           | 1,328          |
| 2001           | 1,351          |
| 2002           | 1,384          |
| 2003           | 1,411          |
| 2004           | 1,392          |
| 2005           | 1,438          |
| 2006           | 1,436          |
| 2007           | 1,475          |
| 2008           | 1,488          |
| 2009           | 1,454          |

## 역 주변
2002년 FIFA 한일 월드컵도 행해졌던 오이타 스타디움(현·오이타 은행 돔. 애칭 빅 아이)의 가장 가까운 역이다. 연안은 오이타 임해 공업 지역으로 되어 있어 신일본제철의 오이타 제철소가 있다.
- 이온 몰 다카조 쇼핑센터
- 국도 제197호선

## 역사
- 1914년 4월 1일 : 철도원이 개업.
- 1987년 4월 1일 : 일본국유철도 분할 민영화에 의해 규슈 여객철도가 승계.
- 2002년 : 2002년 월드컵과 아울러서 역사를 개축. 또한 월드컵 경기 날에는 모두 특급이 임시정차했다.

## 인접 역
| 닛포 본선        | 닛포 본선   | 닛포 본선                  |
| ---------------- | ----------- | -------------------------- |
| 마키 고쿠라 방면 | ■ 닛포 본선 | 쓰루사키 가고시마추오 방면 |